# Dlouhá Ves (ort i Tjeckien, Plzeň)
Dlouhá Ves är en ort i Tjeckien.   Den ligger i regionen Plzeň, i den sydvästra delen av landet, 120 km sydväst om huvudstaden Prag. Dlouhá Ves ligger 514 meter över havet och antalet invånare är 804.
Terrängen runt Dlouhá Ves är huvudsakligen lite kuperad. Dlouhá Ves ligger nere i en dal. Runt Dlouhá Ves är det ganska glesbefolkat, med 36 invånare per kvadratkilometer. Närmaste större samhälle är Sušice, 3,9 km norr om Dlouhá Ves. I omgivningarna runt Dlouhá Ves växer i huvudsak blandskog.